# Хімічний завод у Ярвун
Хімічний завод у Ярвун (Yarwun) – виробничий майданчик на північному сході Австралії у штаті Квінсленд.
Квінсленд має потужну гірничодобувну промисловість, так що діяльність майданчику в Ярвуні передусім спрямована на її обслуговування. У 1990 році тут ввели в дію виробництво цианіду натрію, що широко використовується для вилучення золота. Технологія передбачала реакцію аміаку з природним газом та киснем, після чого отриманий газ поглинали за допомогою каустичної соди. Останню продукувало власне електролізне виробництво, що також давало такі супутні продукти, як хлор, гіпохлорит натрію та соляна кислота.
Невдовзі асортимент розширили за рахунок промислової вибухівки, для чого в 1993-му ввели в дію перші лінії нітратної кислоти (на основі аміаку) та нітрату амонію (продук реакції нітратної кислоти та все того ж аміаку). Невдовзі додали другу лінію цієї кислоти, а в 2005 та 2006 роках ввели в дію третю лінію кислоти та другу лінію нітрату амонію.
Станом на середину 2000-х майданчик міг виробляти 220 тисяч тонн нітрату амонію, 38 тисяч тонн циандіу натрію та 9 тисяч тонн хлору на рік, а запуск згаданих вище нових ліній мав довести потужність по нітрату амонію до 600 тисяч тонн. В 2015-му оголосили, що через надлишок пропозиції (зокрема, через відкриття заводу вибухівки у Моранба) потужність майданчику в Ярвуні по нітрату амонію зменшать удвічі, тобто на 290 тисяч тонн. Станом на 2023 рік завод міг щорічно виробляти 418 тисяч тонн нітратної кислоти та 500 тисяч тонн нітрату амонію. Що стосується цианіду натрію, то в якийсь момент потужність цього напрямку довели до 95 тисяч тонн на рік.
Природний газ отримують з трубопроводу Валлумбілла – Гладстон. Необхідний заводу аміак закуповують на стороні (наприклад, у майданчику азотної хімії в Коорганзі) та приймають через власний портовий термінал. Останній наразі також забезпечує поставки каустичної соди, оскільки в середині 2010-х електролізне виробництво зупинили.
Первісно майданчик належав компанії ICI Australia, дочірній структурі британського хімічного концерну Imperial Chemical Industries (ICI). В подальшому він перейшов до компанії Orica, яку створили в 1998-му на основі ICI Australia після рішення концерну ICI вийти з бізнесу в Австралії та Новій Зеландії.